# Compsoctena indecorella
Compsoctena indecorella är en fjärilsart som beskrevs av Walker 1856. Compsoctena indecorella ingår i släktet Compsoctena och familjen Eriocottidae. Inga underarter finns listade i Catalogue of Life.